# Pinacoteca parrocchiale di Corridonia
La Pinacoteca parrocchiale di Corridonia si trova all'interno della cappella della Madonna di Lourdes situata nella chiesa dei Santi Pietro, Paolo e Donato.

## Storia
Nel 1861 Lorenzo Valerio, commissario generale straordinario per le Marche, emanò un decreto con l'intento di devolvere le opere più importanti della regione alla città di Urbino per realizzare un unico museo. Il progetto non cominciò mai, in quanto numerosi comuni si rifiutarono di cedere le loro opere. Di conseguenza il Ministero della Pubblica Istruzione fu costretto a sospendere l'attuazione della legge Valerio e la custodia delle opere fu affidata ufficialmente ai comuni corrispondenti. Con il D.R. 7 luglio 1866 n.3036 artt.18 comma 6, 24, viene affidato il patrimonio artistico devoluto a "pubbliche biblioteche od a musei nelle rispettive province", "... purché esse soddisfacessero i prerequisiti fondamentali della natura pubblica e dell'ubicazione territoriale".
Questa norma nella provincia di Macerata non venne applicata fin quando il Ministero inviò, nel 1868, il prefetto Federico Papa per incentivare i comuni a devolvere le loro opere ai capoluoghi di provincia. In risposta, i comuni iniziarono a costituire le proprie pinacoteche, cosa che fece anche Pausula (precedente nome della città fino al 1932) che istituì, almeno formalmente, la sua pinacoteca nell'ex convento di San Francesco. A causa di difficoltà economiche il progetto non andò in porto e le opere vennero distribuite tra le varie chiese del paese.  
Nel 1905, l'allora sindaco Marcelletti scrisse al preposto don Andrea Bartolozzi illustrandogli la sua idea di raccogliere tutte le opere in un unico ambiente. Il 16 ottobre la Giunta Comunale approvò il progetto che prevedeva l'utilizzo del locale dell'ex convento di San Francesco (di proprietà comunale). Anche questa volta non si ebbero le condizioni per far proseguire la proposta, in quanto l'arcivescovo Papiri aveva posto come condizione che le opere rimanessero di proprietà ecclesiastica.  
Dal 1913 al 1919 vi furono altri tentativi di accordo falliti tra la Diocesi di Fermo e il comune.  

Nel 1936, quando Benito Mussolini fece visita a Corridonia per inaugurare la statua di Filippo Corridoni, vi fu un ultimo tentativo di far approvare la proposta all'Arcivescovo Monsignor Ercole Attuoni, il quale rifiutò per evitare che le opere venissero esposte in un locale laico.  

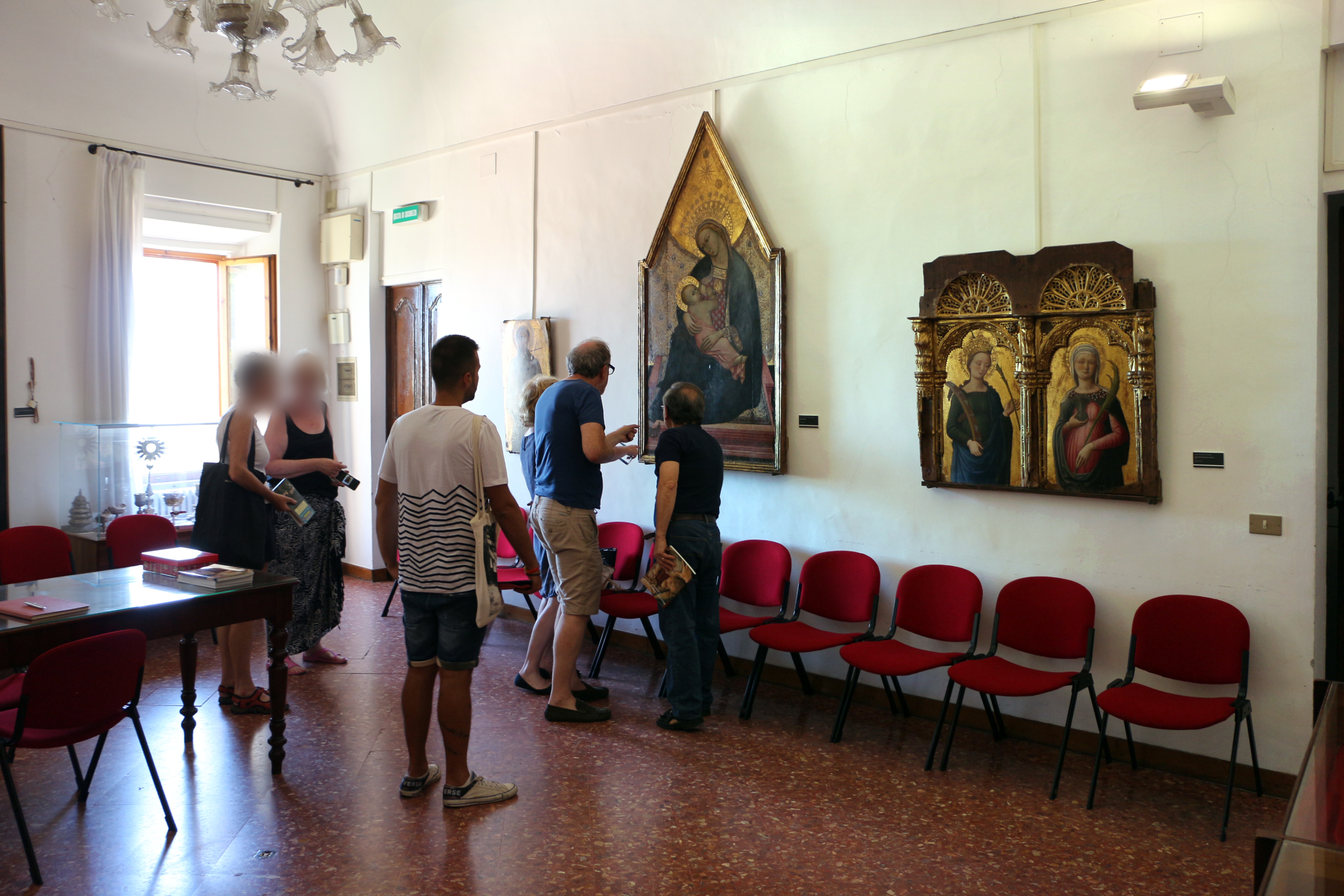
Collocazione della pinacoteca prima del 2016

Il progetto venne ufficialmente approvato nel 1952 dall'Autorità ecclesiastica e dall'allora Sovrintendente alla Galleria nazionale delle Marche, Pietro Zampetti. La pinacoteca venne collocata in un locale della casa parrocchiale vicino alla Chiesa dei Santi Pietro, Paolo e Donato.  
Dopo il terremoto delle Marche del 2016, la pinacoteca è stata spostata all'interno della cappella della Madonna di Lourdes situata nella chiesa dei Santi Pietro, Paolo e Donato.

## Opere
La collezione è composta da otto opere, che vanno dal gotico al rinascimento, dal manierismo al barocco e testimoniano influenze culturali ad ampio raggio del piccolo centro marchigiano, con l'Emilia, il Veneto, la Toscana e con altre città limitrofe.
- Madonna dell'Umiltà di Andrea da Bologna, firmata e datata 1372. Tempera su tavola, cm. 175×92.[2]
- Santi Paolo, Giorgio, Caterina, Maddalena (o Agata), Pietro e Nicola di Bari, frammenti di un polittico a fondo oro di Antonio e Bartolomeo Vivarini[2]. Tempera su tavola. 1462. [1]
- Madonna di Corridonia di Carlo Crivelli[2]. 1470-1473. Tempera su tavola. cm.127×63.[1]
- San Francesco d'Assisi. Prima metà XV secolo. Tempera su tavola. cm.83×48.[1]
- Trittico con Madonna col Bambino tra i santi Giovanni Battista e Maria Maddalena di Lorenzo d'Alessandro da San Severino, datato 1481[2]. Tempera su tavola. cm.211×167.[1]
- Madonna con bambino tra i Santi Pietro Apostolo e Francesco d'Assisi , di Vincenzo Pagani da Monterubbiano, datato e firmato 1517. Olio su tavola, trasportato su tela. cm.203×167.[1]
- Madonna del Carmelo del Pomarancio[2]. Seconda metà XVI secolo. Olio su tela. cm.270×160.[1]
- San Pietro, busto entro un ovale realizzato da un pittore di ambito Marattesco. Inizi del XVIII secolo. Olio su tela. cm. 113×78.[1]

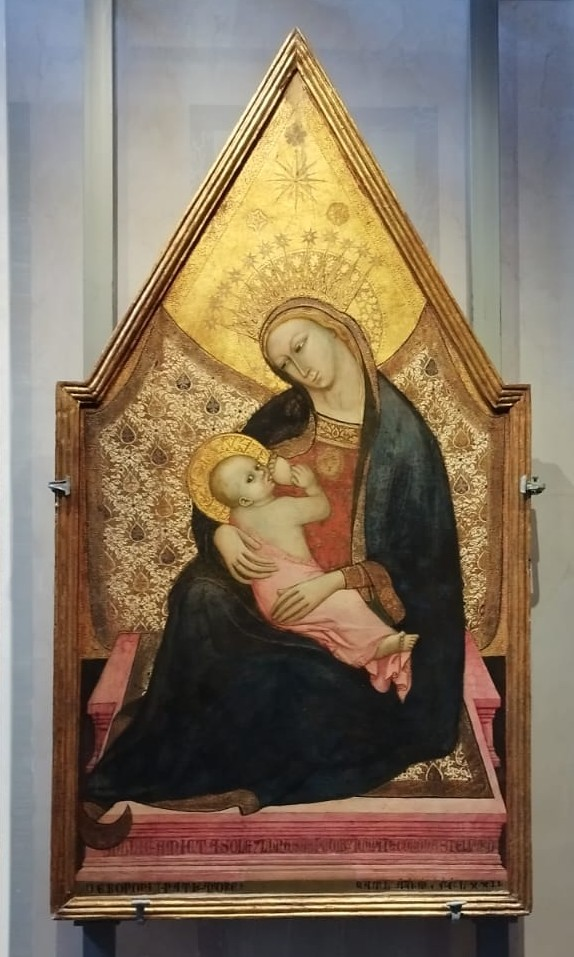
Madonna dell'umiltà
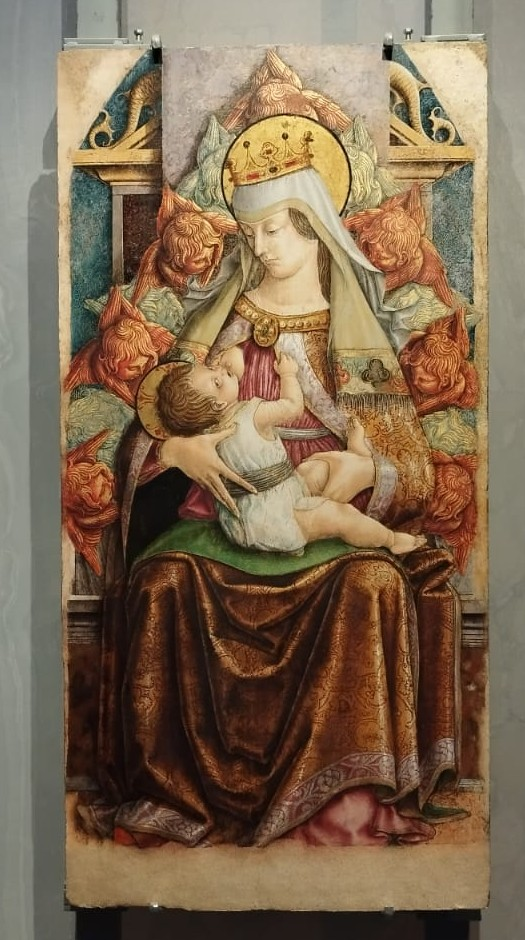
Madonna di Corridonia
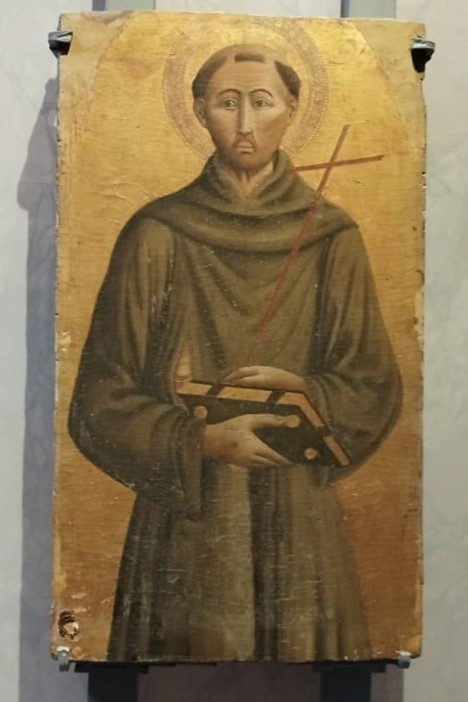
San Francesco d'Assisi
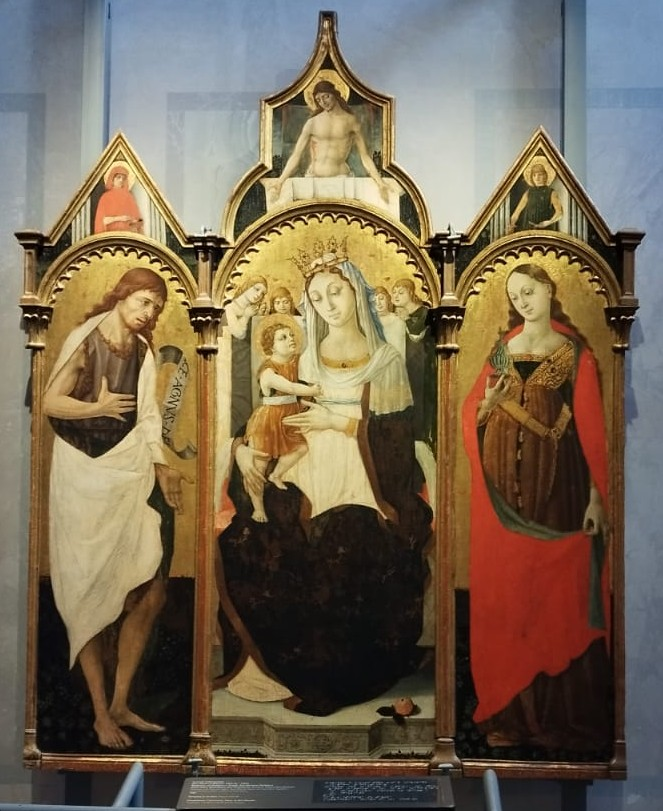
Trittico con Madonna con bambino tra i santi Giovanni Battista e Maria Maddalena
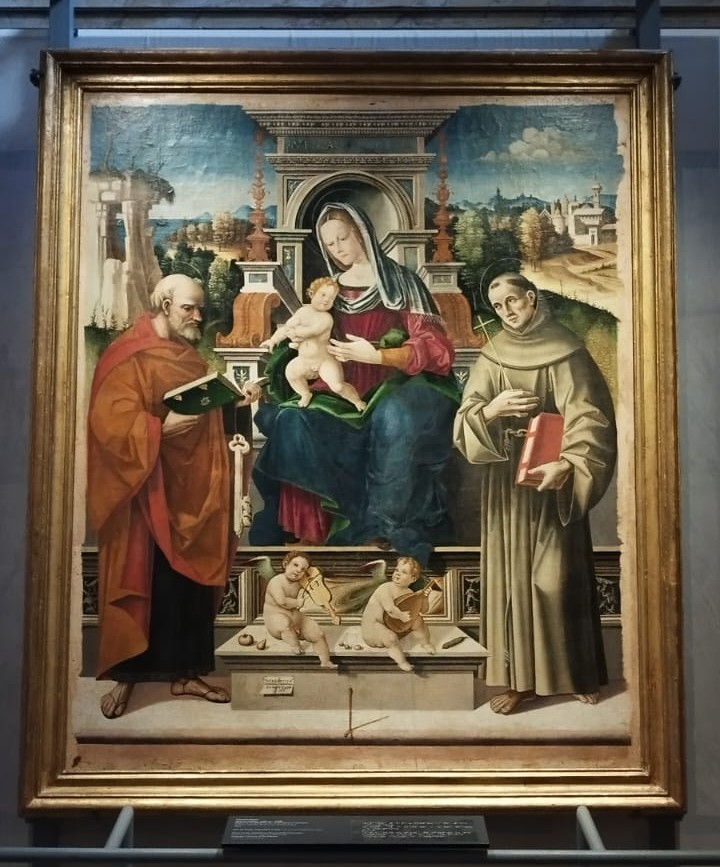
Madonna con bambino tra i santi Pietro Apostolo e Francesco d'Assisi.
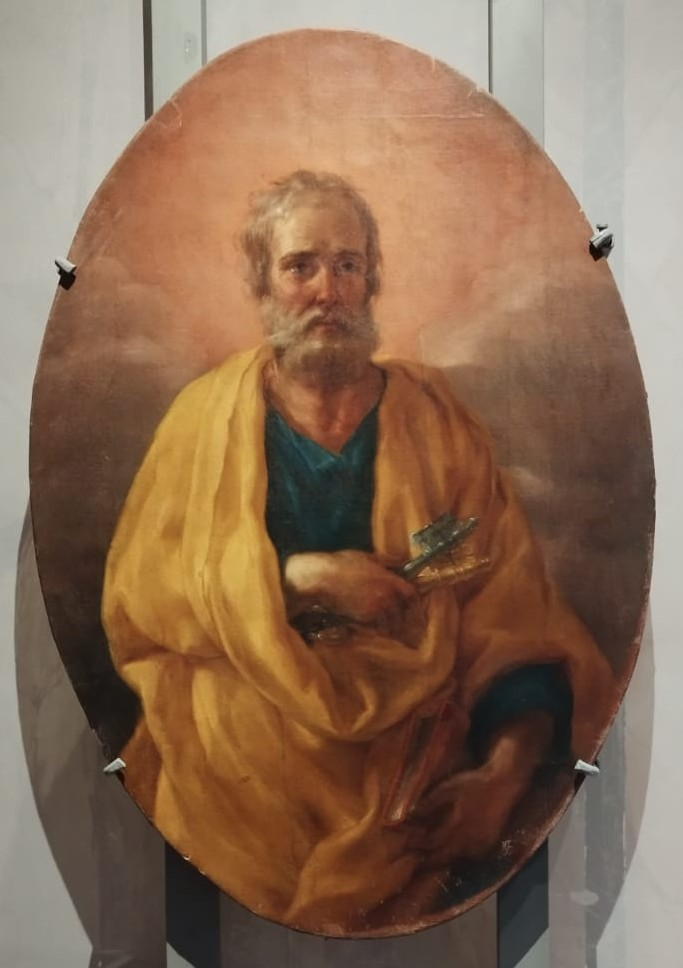
San Pietro Apostolo